# Albino de Vercelli
Albino di Vercelli fue un clérigo cristiano, obispo de Vercelli (415-451). Es venerado como santo en las iglesias cristianas tradicionales que aceptan el culto de los santos.

## Biografía
Las pocas noticias que se tienen sobre la vida de Albino de Vercelli, se encuentran unidas a su labor en la reconstrucción de la catedral de Vercelli, la cual había sido destruida por los ostrogodos (en 406) y los visigodos (en 410). Cuando fue nombrado obispo de la diócesis de Vercelli (hacia el 452), Albino se dedicó a la reconstrucción del edificio consagrado a la memoria de san Eusebio de Vercelli y a la consolidación de la diócesis. Los documentos no dicen más de su vida, salvo eventos legendarios.

## Culto
El culto tributado a san Albino de Vercelli es muy antiguo. El martirologio romano fijó su memoria litúrgica el 1 de marzo.
Es considerado patrón de la ciudad de Albino, en la Provincia de Bérgamo (Italia), y se lo representa con vestiduras episcopales y bastón pastoral.